# 青山ゆかり
青山 ゆかり（あおやま ゆかり、1月22日生）は、日本の女性声優。主にアダルトゲームの声をあてている。東京都出身。

## 経歴
所属していた声優事務所を辞めてフリーとなり、声優としての進退を考えていた際、美少女ゲームのキャラクターに声を当てる仕事を勧められたことがきっかけで、アダルトゲーム作品に出演し始めた。青山は当時、美少女ゲームがどういったものか知らないままデビューし、キャリアの序盤ではサブキャラクターの役を中心に手掛けた。書籍『美少女ゲーム声優のお仕事』では美少女ゲームユーザに「『ツンデレの神様』として知られる実力派」と紹介されており、青山の演じたキャラクターは主人公の年上から年下、ゲーム作品『春恋*乙女 〜乙女の園でごきげんよう。〜』ではヒロインの愛犬に声を当てるなど多岐に渡るが、主にツンデレキャラを多く演じている。青山は同誌のインタビューにおいて、ゲーム作品『つよきす』に登場するキャラクター・鉄 乙女を演じてからツンデレキャラを担当する機会が増えたと自己分析している。とりわけ、ゲームブランドAXLはリリース作品のほぼ全てでメインヒロインとして青山を起用しており、この起用法についてはユーザからの定評がある。ゲームの販売を行うサイトGetchu.comでは2008年に発売された美少女ゲーム作品に出演した声優の人気投票が行われ、AXLによるゲーム『Princess Frontier』に登場するレキを代表キャラクターとして青山がボイス部門のside White（純愛系作品群が対象）で14位にランクインした。

## 人物
血液型はA型で、趣味はゲームと読書としている。そのほか、好きな色には水色とピンク、好きな食べ物はチーズとチョコレート、飲み物ではココアとシャンパンを挙げている。
青山は役作りの際、まず台本を読んでキャラクターの性格などを読取り、収録現場で初めて台詞を声に出して制作側のディレクションを受けてからキャラクター性を固める方針で演技を行っている。

## 出演
太字は主役・メインキャラクター。

### アダルトゲーム

#### 1999年
- スウィートハピネス（沢渡 紅葉）
- 怪奇!ドリル男の恐怖（高塚 葉月）

#### 2000年
- 化石の歌（アスターナ）
- いただきじゃんがりあん（熊谷 綾子）
- 想い出の彼方（辻川 葉耶香, 沢口 美緒）
- TWIN WAY 〜一瞬の時の中で〜（中山 佐由美）
- 夏色のエプロン（新井 理音）

#### 2001年
- 月陽炎（有馬 美月）[3]
- 幻燐の姫将軍（カーリアン、シルフィア＝ルーハンス）

#### 2002年
- 戦女神2 〜失われし記憶への鎮魂歌〜（ロカ＝ルースコート、ブラックエウシュリーちゃん）
- 初恋（椎名 柚純）
- Revenir（羽場木 知世）
- DEEP2
- 怪奇!ドリル男の恐怖
- さよらなエトランジュ（神坂 奈緒）

#### 2003年
- 幻燐の姫将軍2 〜導かれし魂の系譜〜（カーリアン、シルフィア＝ルーハンス、ブラックエウシュリーちゃん）
- あののの。 〜君と過ごしたあの日あの時あの未来〜（古都 紅葉）
- カラフルBOX（八重樫 芽衣）
- 英才狂育（久遠寺 椿）
- 巫女さんだーいすき!（新宮 静佳）
- 雪桜（橘 沙紀）
- Clover Heart's（飛鳥 凜）
- シスターコントラスト!（海野 カラス）
- 星空☆ぷらねっと 〜夢箱〜（相馬 蘭子）
- FOLKLORE JAM（水篠 碧衣）
- ハートフル・デイズ 陽の当たる場所へ（藤川 優希）
- 屍姫と羊と嗤う月 〜cry for the moon〜（姫岸 唯緒）
- 相楽さん家の悦楽ライフ♪（相楽 えみる）
- 待宵草〜まつよいぐさ〜（霞 サキ）
- Maple Colors（鈴原 空）
- キャッスルファンタジア〜エレンシア戦記〜リニューアル（ナガレ＝カシマ）
- ドキドキお姉さん（川奈 みちる）
- つるぺた（山本 沙紀）
- Orange Pocket（黒崎 恵留）
- 催眠学園（矢野 みどり）
- 夢幻の迷宮3 Type S（ヒミカ）
- クリオネの気持ち 〜おしえて、先生☆ おさな妻〜（元璋 由梨亜）
- 姫辱 プリンセスダブル狩り（エルノア）
- ONE2〜永遠の約束〜 with Voice（望月 綾芽、望月 幾美）
- DEEP/ZERO（矢口 沙織）
- 夏神楽（音羽 葉子）

#### 2004年
- オンリーワン2 〜なおみ 愛の祈りが届く時〜（小暮 なおみ）
- 空帝戦騎〜黄昏に沈む楔〜（ファウラ＝サーダン、ブラックエウシュリーちゃん）
- 宵待姫 〜大正淫猥吸血姫譚〜（氷上 若葉）
- 先生だーいすき2（長門 愛）
- 地下鉄封鎖事件 「なぜ僕たちはここにいる」（藤登 瑞希）
- 死妹人形（ミース・クライフォート）
- らぶフェチシリーズ（紺野 涼香）
- ラムネ（仲里 ひかり）
- 瀬里奈（周防 瀬里奈[3]）
- Heavenly Guilt -神のいない街-（艶）
- まじれす!! 〜おまたせリトルウイング〜（橘 小夜）
- 巣作りドラゴン（リュミスベルン）
- 3days 〜満ちてゆく刻の彼方で〜（吾妻 梨花）
- 沙紀のらぶらぶはねむーん
- 恥辱診察室 DVD EDITION（白川 恭子）
- ポチタマ（タマ）
- お願いお星さま（桜庭 綾瀬）
- DINGIR（メルティナ）
- 魔界天使ジブリール（真辺 リカ（聖天使ジブリール））
- 最終痴漢電車 DVD EDITION（斎藤 千尋）
- まほこい 〜エッチな魔法で恋×濃しちゃう〜（神城 夕姫）
- Reverse desire 〜裏返る欲望〜（瀬田 優花）
- -碧ヶ淵- 夜伽の村のお嫁様（御國 梓）
- はるのあしおと（青井 奈々子）
- GOL〜奪還〜 FILE.1 凌辱!美麗秘書を救出せよ!（メセナ・ディノクラフト[6]）
- GOL〜奪還〜 FILE.2 美少女バイオリニスト淫触の旋律（メセナ・ディノクラフト

#### 2005年
- あえかなる世界の終わりに（Ripple）
- FESTA!! -HYPER GIRLS POP-（獅堂 彩音）
- ひめしょ!（シキシマナコト）
- 薺ヶ好 なずなと若葉の物語（御國 梓、氷上 若葉）
- しろクロ 〜白いこころと黒いツルギ〜（千夜子）
- チュートリアルサマー（瀬戸 早香）
- AYAKASHI 〜アヤカシ〜（及川 千夏）
- 思春期（神岐 みあ）
- 冥色の隷姫 〜緩やかに廃滅する青珊瑚の森〜（スティスニア、ブラックエウシュリーちゃん）
- Tick! Tack!（セージ）
- つよきす（鉄 乙女）
- いただきじゃんがりあんR（熊谷 綾子）
- _summer（島津 若菜）
- すぱっちゅ! 〜如何に私がはきものを愛するようになったのか〜（古間 藍）
- 光臨天使エンシェル・レナ（坂下 美樹）
- 魔界天使ジブリール -episode2-（真辺 リカ（聖天使ジブリール））
- MERI+DIA マリアディアナ（ホリー・オーウェル）
- シス×みこ（美奈斗）
- SEVEN BRIDGE（エマ、渡会 丹生）
- 鬼神楽（音羽 葉子）
- でぼの巣箱（葉子　※夏神楽・鬼神楽の音羽 葉子と同一人物、姓は不明（滝峰の可能性あり））

#### 2006年
- みにきす 〜つよきすファンディスク〜（鉄 乙女）
- キミの声がきこえる（敷島 桜）
- メイでぃ! 〜ご主人様は同級生〜（霜月 双葉）
- カラフル アクアリウム（神林 美羽）
- Really? Really!（セージ）
- 遥かに仰ぎ、麗しの（三嶋 鏡花）
- なつぽち（日比野 かりん）
- 欲情ペットライフ!!（水無月 ユウナ＝モードレッド）
- 妹巫女・萌 「にいさま…わたし、巫女じゃなくなっちゃう…」（緒川 京）
- 愛姉妹 〜どっちにするの!!〜（本多 優奈）
- おたく☆まっしぐら（陽籐 麗南）
- めがちゅ!（ファウナ[7]）
- 峰深き瀬にたゆたう唄（レイラ＝トラヴィス、ブラックエウシュリーちゃん）
- たまたま 〜となりの彼女は声優のたまご。たまたま生まれた恋のたまごが…（小坂 由貴）
- 今夜のオカズはレンジdeまりね（涼繁 鞠音）
- ぷりサガ! 〜ボクの妃は×××〜（ミランダ＝グレイス＝アリシューザ）
- 君と恋して結ばれて（柳渚 緒）
- グリンスヴァールの森の中 〜成長する学園〜（ヴィヴィアン・ワールフェン）
- 委員長は承認せず! 〜It Is a Next CHOice〜（高城 麟憧）
- ひだまり（桧林 弥生）
- Scarlett（ニネット・ミビア）
- 紅蓮に染まる銀のロザリオ（佐倉 かなえ）
- 不幸な神（駒形 里美）
- Triptych（ジャジャス）
- おしかけスクランブル 「あの子とわたし、どっちを選ぶの…?」（霧村 陽子）
- 春恋*乙女 〜乙女の園でごきげんよう。〜（織戸 莉流、愛犬・はっさく[1]）
- Imitation Lover（一之瀬 響）
- サナララ ぷちファンディスクみたいなの（樋口 実果） ※web無料配布他によるおまけ作品

#### 2007年
- Aster（柚月 沙希、桜庭 渚緒）
- あるぺじお 〜きみいろのメロディ〜（双川 なるみ）
- うつりぎ七恋天気あめ（エリン・グィディル）
- E×E（野宮 悠）
- えむぴぃ Maid promotion master（焔 雪音）
- おいしい魔法のとなえかた。（リオ・ローズ・セレスタイン）
- 王賊（ムスト）
- 片恋いの月（高千穂 よね）
- キャラメルBOX やるきばこ2 エピソードV:やるきねこの逆襲（エリン・グィディル、Ripple）
- 恋する乙女と守護の楯（春日崎 雪乃）
- 恋姫†無双 〜ドキッ☆乙女だらけの三国志演義〜（賈駆）
- Simらぶっ〜ひと夏の奇跡〜（香坂 美憂）
- 人工少女3（V型）
- すうぃと!（上弦 彩音）
- すくぅ〜る・らぶっ!2 〜恋するパフェちっく〜（杉原 心音）
- 聖なるかな -The Spirit of Eternity Sword 2-（永峰 希美）
- 赫炎のインガノック（ルアハ、サラ・センケンネル、パル）
- そして明日の世界より――（樹 青葉）
- つくしてあげるのに!（入江 奈々）
- ナギサの（柳生 あおい）
- ナツメグ（乾 実梨）
- 夏めろ（高村 橘花）
- 虹色あるけミカン Magic of alchemy(間宮 凛子）
- HoneyComing（皇城 椋子、中西 薫）
- ひとゆめ（梢 有音）
- Figurehead（シュトム）
- MagusTale 〜世界樹と恋する魔法使い〜（セーラ・フィニス・ヴィクトリア）
- Round a Go! Go!（エマ）
- リリカル♪りりっく（クゥ）
- R.U.R.U.R 〜ル・ル・ル・ル〜 このこのために、せめてきれいな星空を（R-シロツメグサD）
- レコンキスタ（田村 奈那子）

#### 2008年
- ほしうた（木ノ下 翠）
- HimeのちHoney（鳳 きよら）
- 朝凪のアクアノーツ（慧本 友里子）
- 戦女神ZERO（ルナ＝クリア、ブラックエウシュリーちゃん）
- クロノベルト-あやかしびと&BulletButlersクロスオーバーディスク（マグダラ）
- コムスメ【孤高娘】（入谷 友里）
- さかしき人にみるこころ（真柄 亜利美）
- 彷徨う魂に安らぎの刻を（森崎 ちさと）
- 月と魔法と太陽と（羽雨 直）
- つよきす2学期（鉄 乙女）
- ツンデレでヤンデレな幼馴染 小鳥遊双葉さんとHなことをするゲーム（小鳥遊 双葉）
- ノストラダムスに聞いてみろ♪（浅間 咲耶）
- 晴れハレはーれむ（綾小路 葛葉）
- プラゥヴ クルイード（睦月･マイヤー[8]）
- Princess Frontier（レキ[5]）
- マジカライド（葛原 亜里砂）
- Maria〜天使のキスと悪魔の花嫁〜（相馬 紫苑）
- 私は私のまま、誰にでも変われる（五城 百合花）
- 魔界天使ジブリール -episode3-（真辺 リカ（聖天使ジブリール）[9]）
- とっぱら〜ざしきわらしのはなし〜（籐花）
- てとてトライオン!（葉山 鷹子）
- 真・恋姫†無双 〜乙女繚乱☆三国志演義〜（賈駆）

#### 2009年
- マジスキ 〜Marginal Skip〜（ニースライト ヒースラヴァー）
- 真剣で私に恋しなさい!!（川神 一子）
- さくらさくら（桐島 さくら）
- Stellar☆Theater（狩野 星亜）
- 俺たちに翼はない（吉川 あきら）
- Like a Butler（御星 更紗）
- アンバークォーツ（篠森 明海）
- ツンな彼女デレな彼女（眞鍋 莉奈）
- タペストリー -you will meet yourself-（茅野 美那）
- 桜吹雪 〜千年の恋をしました〜（桜森 杏子）
- 花と乙女に祝福を（宝生 聖佳）
- ガチ乙女クインテット（天枷 伊織）
- 77 〜And, two stars meet again〜（古清水 凛）
- どんちゃんがきゅ～（真柄 亜利美）
- つくもの 〜やどりぎロマンス〜 (宮倉 天音)
- きっと、澄みわたる朝色よりも、（与神 ひよ）
- ナツユメナギサ（青山 つかさ）
- SHUFFLE! Essence＋（セージ）
- Skyprythem（水谷 遙）
- コミュ - 黒い竜と優しい王国 -（副島 密）
- MagusTale Eternity 〜世界樹と恋する魔法使い〜（セーラ・フィニス・ヴィクトリア）
- 忍流（水蓮）
- 花鳥風月 〜恋ニヲチタル花園ノ姫〜（桜森 杏子）
- 絶対★魔王 〜ボクの胸キュン学園サーガ〜（アリッサ・ビアズリー）

#### 2010年
- 花と乙女に祝福を ロイヤルブーケ（宝生 聖佳）
- ゆにばる! PARANORMAL GIRLS STRIKE!!（綾風 かなえ）
- かしましコミュニケーション（黒木 円）
- まじからっと☆れいでぃあんと（倉瀬 秋奈）
- se・きらら（神楽 亜矢）
- RGH〜恋とヒーローと学園と〜（白上 みなみ）
- 戦女神VERITA（ルナ＝クリア、カーリアン、シルフィア・ルーハンス、ロカ・ルースコート、ブラックエウシュリーちゃん）
- ぐらタン（三ツ谷 桐花）
- あまあね（御子柴 沙紀）
- 処女はお姉さまに恋してる 2人のエルダー（神近 香織理）
- こんそめ! 〜combination somebody〜（スィエ）
- BUNNYBLACK（エカテー）
- 真・恋姫†無双 〜萌将伝〜（賈駆）
- 失われた未来を求めて（古川 ゆい）
- Tiny Dungeon 〜BLACK and WHITE〜（オペラ＝ハウス）
- Tiny Dungeon 〜BLESS of DRAGON〜（オペラ＝ハウス）
- VAMPIRE SWEETIE（アンリエッタ）
- カスタムレイド4（カグラ・シャーロット）
- 汐見崎学園演劇部 恋ぷれ 〜あなたといちゃいちゃろーるぷれいんぐ!〜（九条 瀬那）
- 黄昏のシンセミア（春日 いろは）
- アザナエル（紗紅羅）
- 77 〜beyond the Milky Way〜（古清水 凛）

#### 2011年
- カミカゼ☆エクスプローラー!（祐天寺 美汐[10]）
- 神採りアルケミーマイスター（ジェーン、ブラックエウシュリーちゃん、ロカ・ルースコート[11]）
- 君を仰ぎ乙女は姫に（高峰 華菜）
- 久遠の絆（天野 聡子）
- グリザイアの果実（風見 一姫）
- Marguerite Sphere（大浦 美桜）
- 太陽のプロミア（ジゼル=ジェラルダイン[12]）
- White 〜blanche comme la lune〜（ミサ・パラディ[13]）
- 愛しい対象の護り方（シャルロッテ・ティーガー[14]）
- 彼女は高天に祈らない-quantum girlfriend-（天照 大神 / 大神照子）
- 天使の羽根を踏まないでっ（夕星 羽音[4]）
- 雪鬼屋温泉記（雪鬼屋 仲居）
- SuGirly Wish（遊佐 胡桃）
- つよきす3学期（鉄 乙女）
- Vermilion -Bind of Blood-（アリヤ・タカジョウ）
- らぶ2Quad（柳 葵[15]）
- どうして抱いてくれないのっ!? 〜女の子だってヤりたいの!〜（三島 璃乃[16]）
- World Wide Love! 世界征服彼女ファンディスク（竹野 里子[17]）
- あっぱれ!天下御免（子住 結真[18]）

#### 2012年
- グリザイアの迷宮（風見 一姫[19]）
- 真剣で私に恋しなさい!S（川神 一子[20]）
- BUNNYBLACK 2（エカテー[21]）
- 水の都の洋菓子店（高村 未果[22]）
- 太陽のプロミア Flowering Days（ジゼル[23]）
- 英雄*戦姫（織田 信長[24]、カール大帝[25]）
- VAMPIRE SWEETIE（アンリエッタ[26]）
- 終わる世界とバースデイ（諏訪 成子[27]）
- Dolphin Divers（エルナ・シェール[28]）
- Justy×Nasty 〜魔王はじめました〜（黒木 霧江[29]）
- 門を守るお仕事（メイベル・ヒルトワン[30]）
- Zero Infinity -Devil of Maxwell-（青砥 美汐[31]）
- あっぱれ!天下御免［祭］（子住 結真[32]）
- サナララR（樋口 実果[33]）
- 黄昏の先にのぽる明日 -あっぷりけFanDisc-（春日 いろは[34]）

#### 2013年
- 木洩れ陽のノスタルジーカ（沢渡 一姫[35]）
- しろのぴかぴかお星さま（アウロラ[36]）
- ハピメア（蓮乃 咲[37]）
- グリザイアの楽園（風見 一姫[38]）
- さくらさくらFESTIVAL!（桐島 さくら[39]）
- ボクが天使になった理由（エリク[40]）
- 双子座のパラドクス（秋戸 倫香[41]）
- 百花繚乱エリクシル（アンドロメダ・ヘリオトロープ）
- ちいさな彼女の小夜曲（白里 楓[42]）
- 1番じゃなきゃダメですかっ?（美和 茜[43]）
- 真剣で私に恋しなさい!A-1（川神 一子[44]）
- 真剣で私に恋しなさい!A-2（川神 一子[45]）
- いんぴゅり ～ヒトとアナタとアヤカシと～（天城 静音）

#### 2014年
- MeltyMoment -メルティモーメント-（藤林 操[46]）
- ハピメア-Fragmentation Dream-（蓮乃 咲[47]）
- 終わる世界と双子座のパラダイス（諏訪 成子[48]）
- 英雄*戦姫GOLD（織田 信長、カール大帝[49]）
- Endless Dungeon（オペラ＝ハウス[50]）
- Clover Day's（飛鳥 凛[51]）
- 海空のフラグメンツ（紅月 遥[52]）
- 天秤のLa DEA。戦女神MEMORIA（ロカ・ルースコート[53]）
- レーシャル・マージ（フィリス・レッドラップ[54]）
- アウトベジタブルズ（魔女っ娘エリュトロン[55]）
- セミラミスの天秤（高階 直緒[56]）
- ギャングスタ・アルカディア（凛堂 禊[57]）
- 蒼撃のイェーガー（森野 夏帆[58]）
- 世界を救うだけの簡単なお仕事（レイ[59]）
- 迷える2人とセカイのすべて（冴木 桃華[60]）
- 夏神楽（音羽 葉子[61]）
- 真剣で私に恋しなさい!A-3（川神 一子[62]）
- 真剣で私に恋しなさい!A-4（川神 一子[63]）

#### 2015年
- 悪魔娘の看板料理（ライゼ[64]）
- あやかしコントラクト（天原 巳凪[65]）
- 迷える2人とセカイのすべて LOVE HEAVEN 300%（冴木 桃華[66]）
- なついろレシピ（早蕨 あざみ[67]）
- 吉原彼岸花（喜蝶）
- 剣聖機 アルファライド（ダリヤ[68]）
- 機関幕末異聞 ラストキャバリエ（原田 沙乃[69]）
- つよきすFESTIVAL（鉄 乙女[70]）

#### 2016年
- 恋する乙女と守護の楯〜薔薇の聖母〜（眞木 莉里[71]）
- 王の耳には届かない!(ピオニィ・ガルディスト＝アイドクレイス[72]）
- 真剣で私に恋しなさい!A-5（川神 一子[73]）
- 真剣で私に恋しなさい!A（川神 一子[74]）
- 神姫PROJECT（風見一姫[75]）
- 戦国†恋姫X ～乙女絢爛☆戦国絵巻～（斎藤 帰蝶 結菜）
- Clover Day's Plus(飛鳥 凛)
- プラネット ドラゴン(黒)

#### 2017年
- ラムネ2(七海のお母さん)
- アイよりアオい海の果て(真備 シオン)
- 真・恋姫†夢想-革命- 蒼天の覇王(賈 駆[76])
- SuGirly Wish HD Renewal Edition(遊佐 胡桃)
- みなとカーニバルFD(川神 一子)
- 領地貴族(王城のメイドさん)

#### 2018年
- キュリオディーラー(ミラビリス・タウス)
- 真・恋姫†夢想-革命- 孫呉の血脈(賈 駆)
- 悪魔聖女 ～デーモンガール・ステップ～(その他)
- 封緘のグラセスタ（ブラックエウシュリーちゃん）

#### 2019年
- SPIRAL!!（シャムロック）
- 和香様の座する世界（杏）
- 真・恋姫†夢想-革命- 劉旗の大望（'賈 駆）

#### 2020年
- 恋する乙女と守護の楯 Re:boot The "SHIELD-9"（春日崎 雪乃[77]）
- ジンキ・リザレクション(津崎 青葉)

#### 2021年
- 恋する乙女と守護の楯 Re:boot Plus（春日崎 雪乃）
- 我が姫君に栄冠を（ヨークシャ[78]）
- D.C.4 Plus Harmony 〜ダ・カーポ4〜 プラスハーモニー（十河泉[79]）

#### 2022年
- D.C.4 Sweet Harmony 〜ダ・カーポ4〜 スイートハーモニー（十河 泉[80]）
- ケモミミ☆トレーニング ～狂暴けもみみ令嬢調教トライアル(ウルンヒルダ)
- ケモミミ☆トレーニング ～ダークシーン補完DLC(ウルンヒルダ)
- 戦国†恋姫EX壱～奥州の独眼竜編～（斎藤 結菜）
- アマナツ（相倉 和葉）
- 搾精病棟〜邪悪なるお局ナースが潜む病院で調教生活〜（看護師長[81]）
- 搾精病棟〜凶悪なる看護師長が支配する病院の深淵へ潜入捜査〜（テンドウ マコ[82]）

#### 2023年
- ハピメア REGRET END（蓮乃 咲）
- 真・恋姫†英雄譚外伝 -白月の灯火-（賈駆）

#### 2024年
- アマナツ+（相倉 和葉）

#### 発売日不明
- おまかせ!とらぶる天使（小野川 小町）
- はるはろ!（七条 櫻子）

### コンシューマーゲーム
- FESTA!! -HYPER GIRLS PARTY-（獅堂 彩音）

### OVA
- 春恋*乙女 〜乙女の園で逢いましょう。〜（織戸 莉流）
- 魔界天使ジブリール（真辺リカ（聖天使ジブリール））
- めがちゅ! The Animation（ファウナ）
- 15美少女漂流記（エスプレッソ・サバティーニ）

### CD
- カルマ13 ドラマCD〜カルマがいっぱい!?〜（2004年）
- つよきす 〜Mighty Heart〜 キャラクターソング Vol.2 鉄乙女
- つよきす 〜Mighty Heart〜 キャラクターソングアルバム
- つよきす ドラマCD Vol.1～4（鉄 乙女）
- つよきす2学期 ドラマCD竜鳴館のスポーツテスト（鉄 乙女）
- つよきす2学期 ドラマCD Vol.1～3（鉄 乙女）
- 「恋姫†無双」覇王プロジェクト〜ハオプロ〜第四弾董軍合唱の陣（賈駆）
- 汐見崎学園演劇部 恋ぷれ Premium CD ボイスドラマ（九条瀬那）
- AXLボイスCD『わたしの言葉を聴きなさい!』（瀬戸 早香、桧林 弥生、敷島 桜、春日崎 雪乃）[83]
- G-typeドラマCD『シャルロット〜Charlotte〜』（フランチェスカ＝パトリック＝ハワード）※第1話のみ[84]